# Fulvoclysia albertii
Fulvoclysia albertii är en fjärilsart som beskrevs av Józef Razowski 1983. Fulvoclysia albertii ingår i släktet Fulvoclysia och familjen vecklare. Inga underarter finns listade i Catalogue of Life.